# 닉 퓨리

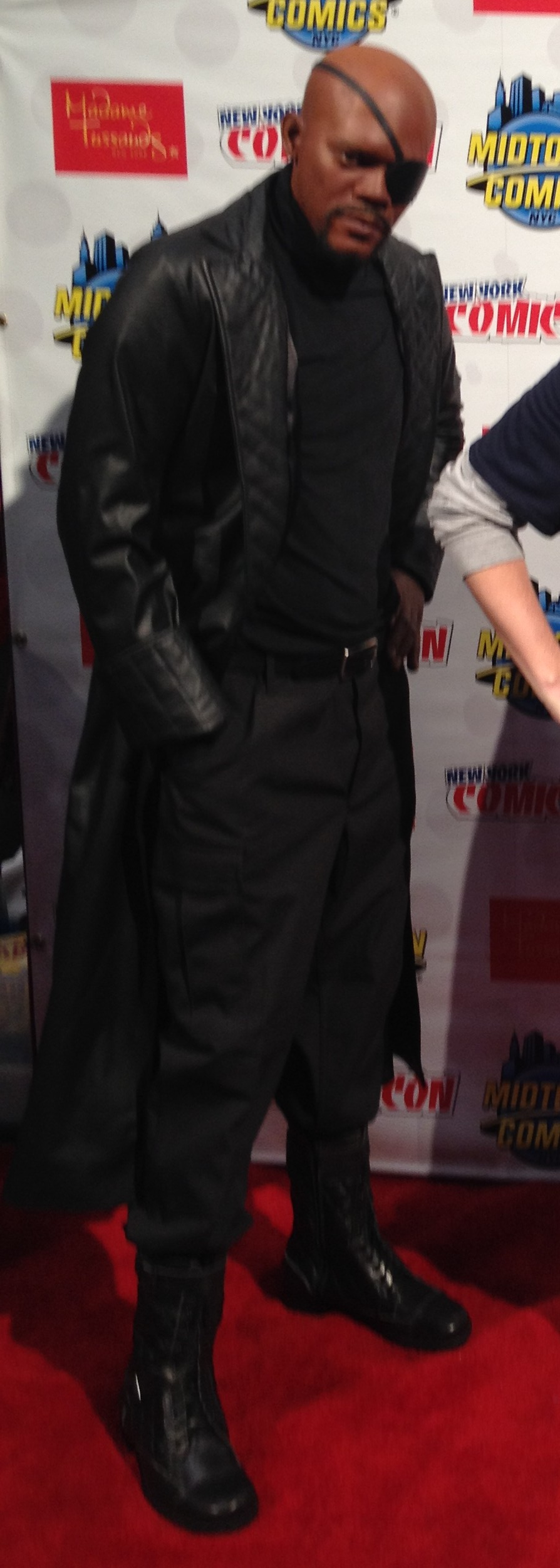
닉 퓨리 (새뮤얼 L. 잭슨)

니컬러스 조지프 "닉" 퓨리 대령(Colonel Nicholas Joseph "Nick" Fury)은 마블 코믹스 세계에 등장하는 가공의 대령, 스파이이다. 스탠 리와 잭 커비에 의해 만들어졌다. 본 유니버스에서는 백인으로 나오지만 얼티메이트 마블 유니버스에서는 흑인으로 나온다. 참고로 얼티메이트 마블에서 나오는 닉 퓨리는 새뮤얼 L. 잭슨의 외모와 영화속의 성격을 기반으로 하여 만든 것이다. 그는 그의 초상권을 마블 사가 사용하는 대신에 아이언맨을 시작으로 마블 시네마틱 유니버스 프랜차이즈 영화 9편에 출연하는 계약을 맺었다.

## 담당 배우

### 영화
- 아이언맨 (2008) - 새뮤엘 L. 잭슨 (카메오)
  - 아이언맨 2 (2010) - 새뮤엘 L. 잭슨
  - 토르: 천둥의 신 (2011) - 새뮤엘 L. 잭슨 (카메오)
  - 어벤져스 (2012) - 새뮤엘 L. 잭슨
  - 캡틴 아메리카: 윈터 솔져 (2013) - 새뮤엘 L. 잭슨
  - 어벤져스: 에이지 오브 울트론 (2015) - 새뮤엘 L. 잭슨
  - 어벤져스: 인피니티 워 (2018) - 새뮤엘 L. 잭슨 (카메오)
  - 캡틴 마블 (2019) - 새뮤엘 L. 잭슨
  - 어벤져스: 엔드게임 (2019) - 새뮤엘 L. 잭슨
  - 스파이더맨: 파 프롬 홈 (2019) - 새뮤엘 L. 잭슨

### TV
- 시크릿 인베이젼 (2023) - 새뮤엘 L. 잭슨